# Network One Distribution
Network One Distribution este liderul pieței de distribuție electro-IT din România, partenerul principal pentru cei mai mari producători globali de electro-IT în piața românească.
În prezent, compania are o rețea de peste 3000 de clienți, fiind și un furnizor important al rețelelor de retail locale. Oferta NOD include o gamă extinsă de produse IT&C de la componente, periferice și accesorii, până la servicii integrate de infrastructură și software, dar și produse din segmente noi de piață.

## Istoric
Network One Distribution reprezintă la nivel regional cele mai importante branduri din lume.
Înființată în anul 2002, Network One Distribution aduce pe piață peste 90 de branduri și oferă soluții cu valoare adaugată de infrastructură hardware și software de la furnizori consacrați precum Microsoft, HP si Dell.
2002: anul fondării companiei. S-au dezvoltat parteneriate cu producători importanți de electronice, ceea ce a dus la recunoașterea companiei ca un jucător important în piața de distribuție la nivel național.
2006: anul lansării primului brand propriu de produse IT, Serioux. Cinci ani mai târziu, Serioux devine brandul românesc numărul 1 în vânzări.
2007: este anul lansării primului brand propriu de televizoare LCD și LED, Horizon, care s-a impus rapid pe piață și în rândul consumatorilor din România.
2008: anul preluării a 50% din acțiunile Combox Deliveries, companie specializată pe accesorii IT cu un portofoliu variat de producători internaționali. Tranzacția Combox Deliveries a ajutat la dezvoltarea portofoliului de clienți Network One Distribution și la diversificarea soluțiilor oferite partenerilor.
2009: anul achiziționării fondului comercial al Flamingo Distribution Center și anul achiziționarii pachetului majoritar de acțiuni al eMag.ro, cel mai mare retailer online din România.
2011: anul lansării brandului de electrocasnice Heinner, care vine în întâmpinarea nevoilor cotidiene din orice casă ale clienților.
2012: anul în care Iulian Stanciu devine unic acționar al Network One Distribution, iar compania trece printr-un proces de rebranding, dezvoltând în paralel o cultură organizațională unică în distribuția IT&C.
2013: anul în care a fost preluat fondul comercial al Micro Components. Tranzacția consolidează poziția de lider a companiei în piața de distribuție electro-IT.
2014: anul în care compania a început o nouă strategie de business, deschizând direcții noi de dezvoltare în industria produselor pentru copii, a jucăriilor și a produselor de bricolaj.
2015: anul în care s-a demarat programul NOD Academy, singurul program de parteneriat din piața de IT care reunește și promovează profesioniști și resurse specializate.

## Branduri proprii
Experiența acumulată în cei 14 ani de activitate a ajutat compania să înțeleagă foarte bine atât piața de IT&C, cât și nevoile consumatorului final. Dezvoltarea brandurilor proprii, ca direcție de business a venit din dorința de a folosi expertiza pe care compania o are în folosul consumatorilor. De aceea compania s-a concentrat pe directiile cu potențial ridicat: electronice, electrocasnice, bricolaj, menaj și jucării pentru copii, prin brandurile Heinner, Serioux, Horizon, Vanora, U-Grow și MomKi.
Succesul de care s-au bucurat brandurile proprii în rândul clienților finali în regiune confirmă eforturile constante ale Network One Distribution pentru dezvoltarea unor produse de calitate pe aceste nișe.
Compania este într-o permanentă căutare de noi provocări și oportunități în piață, pe care le valorifică prin direcția de dezvoltare ”Incubatorul de business”. Aici se testează și se pun la lucru idei pentru dezvoltarea pe noi segmente de piață cu potentțal de creștere. Cele mai recente exemple în acest sens sunt distribuția de produse pentru copii, cea de jucării sau de produse de bricolaj.

## Cifră de afaceri
- 2010: 145 milioane euro[8]
- 2011: 200 milioane euro[9]
- 2012: 210 milioane euro[10]
- 2013: 198 milioane euro[11]
- 2014: 209 milioane euro[12]